# Tamboïta
La tamboïta és un mineral de la classe dels òxids. Rep el nom de la seva localitat tipus, la mina Tambo, a Xile.

## Característiques
La tamboïta és un òxid de fórmula química Fe3+₃(OH)(H₂O)₂(SO₄)(Te4+O₃)₃(Te4+O(OH)₂)(H₂O)₃. Va ser aprovada com a espècie vàlida per l'Associació Mineralògica Internacional l'any 2016. Cristal·litza en el sistema monoclínic. Es troba estretament relacionada amb la metatamboïta, que és un equivalent monohidrat seu. Químicament és similar a la poughita.
L'exemplar que va servir per a determinar l'espècie, el que es coneix com a material tipus, es troba conservat a les col·leccions mineralògiques del departament d'història natural del Museu Reial d'Ontario, a Ontario (Canadà), amb el número de catàleg: m57171.

## Formació i jaciments
Va ser descoberta a la mina Tambo, dins el dipòsit El Indio, a la província d'Elqui (Coquimbo, Xile). Es tracta de l'únic indret de tot el planeta on ha estat descrita aquesta espècie mineral.